# 蕭文平
蕭文平（1947年—），臺灣的商業設計師，有「臺灣企業識別設計教父」之稱，為臺灣多家公司設計企業識別。

## 簡介
蕭文平畢業於國立臺灣藝術專科學校（今國立臺灣藝術大學）美術科西畫組。國立臺灣藝術專科學校畢業後，蕭文平服兵役，擔任中華民國憲兵少尉特別檢察官。
1976年9月，蕭文平畢業於美國藝術中心設計學院。1984年洛杉磯奧運，設計師David Williams承接設計案，找來蕭文平做色彩相關的設計。
1988年3月，蕭文平於美國洛杉磯成立Creative Design Group。1996年7月15日，Creative Design Group在臺北市成立臺灣分公司，同時改名為元平設計（Y&P Design）。
2004年5月15日，蕭文平說，他在臺灣作企業識別，臺灣客戶很精明、對東西很要求，卻往往卡在預算而無法合作；而在美國，一家金控公司的企業識別設計與應用，可以養活一家設計公司。
2015年8月19日，社會福利黨舉辦「建黨記者會」發表蕭文平設計的黨徽，蕭文平將黨徽設計「無酬」捐給該黨。

## 作品列表
企業識別標誌
- 國泰金控
- 兆豐金控
- 富邦集團
- 中國信託商業銀行
- 台新金控
- 建華商業銀行
- 台灣工業銀行
- 中央投資公司
- 寶華商業銀行
- 倍利國際證券
- 第一商業銀行
- 上海商業儲蓄銀行
- 元大證券
- 華信航空
- 復興航空
- 五崧捷運
- 高雄空廚
- 臺北智慧卡票證公司（含悠遊卡卡面）
- 一卡通票證公司（含一卡通卡面）
- 震旦集團
- 緯創資通
- 友達光電
- 聯發科技
- 圖誠科技
- 美格科技
- 和信企業團
- 台泥企業團
- 嘉新水泥
- 國巨
- 羅馬瓷磚
- 得門科技
- 華新麗華
- 佳和集團
- 堤維西交通工業
- 康舒科技
- 秋雨印刷
- 仲琦科技
- 信義房屋
- 特力和樂
- 神腦國際
- 宏碁eloha數位棧
- 中國電視公司第四代商標[4]
- 緯來電視網
- ViVa TV
- 聯合報系
- 天空傳媒
- 亞太線上
- 和信超媒體GiGiGaGa寬頻超網站
- 蕃薯藤數位科技
- 昱泉國際
- 互助營造
- 興富發建設
- 宏巨建設
- 凌波怡
- 中環娛樂
- 金色三麥現釀啤酒
- 怡園渡假村
- 迴龍保齡球館
- 佑陽國際
- 寶雅國際

其他標誌
- 1996年中華民國總統選舉李登輝、連戰競選總部標誌[4]

- 交通部觀光局第一代台灣觀光品牌標誌
- 國際合作發展基金會
- 愛盲文教基金會
- 喜瑪拉雅研究發展基金會
- 世新大學終身教育學院
- 國立臺北護理學院醫護管理系
- 諾頓教育學校
- 彰化縣鹿港鎮形象標誌[5]
- 台北國際藝術博覽會
- 頂新國際集團「中國情 鄉土心」公益標誌
- 社會福利黨黨徽
- 龍巖

## 外部連結
- 元平設計 （页面存档备份，存于）
- 元平設計的Facebook專頁